# 巴西雙鰭電鰩
巴西雙鰭電鰩（學名：Narcine brasiliensis），又稱巴西雙鰭電鱝，為軟骨魚綱電鰩目雙鰭電鰩科雙鰭電鰩屬的一種，分布於西大西洋區，從美國北卡羅萊納州到[阿根廷]]北部, 包括墨西哥灣北部，小安地列斯群島與猶加敦半島海域，深度1至43公尺，本魚頭部、軀幹和胸鰭連成一體，形成一厚且光滑之橢圓體盤，和尾鰭分開，兩側各具一縱走之皮褶，眼睛很小，噴水孔與眼有一定距離，後緣光滑，口小，唇厚，具強大之唇軟骨。齒細小，背鰭2個，大小相同，位於尾鰭之上，體色白色，背面兩側有橢圓形的深色斑點，顏色從淺灰色到紅褐色, 尾部有橫向的深色條紋，有兩個形狀細長的電器官，從眼睛的前部一直延伸到圓盤的後端，體長可達54公分，棲息在沙泥底質海域，為夜行性底棲性魚類，屬肉食性，以多毛類、甲殼類、海葵、海星及硬骨魚等為食，體內的發電器官，可能用來防禦或捕食，卵胎生，會在11月和12月左右從北方遷移到深度約20公尺的區域，然後在5月和6月期間再次遷徙到深度約20公尺的區域。這種遷移主要是由於繁殖或進食所驅動，也與南方冬季的較高氣溫有關，據觀察，如果它們在低於20 °C (68 °F)的水中，動作就會變得緩慢。

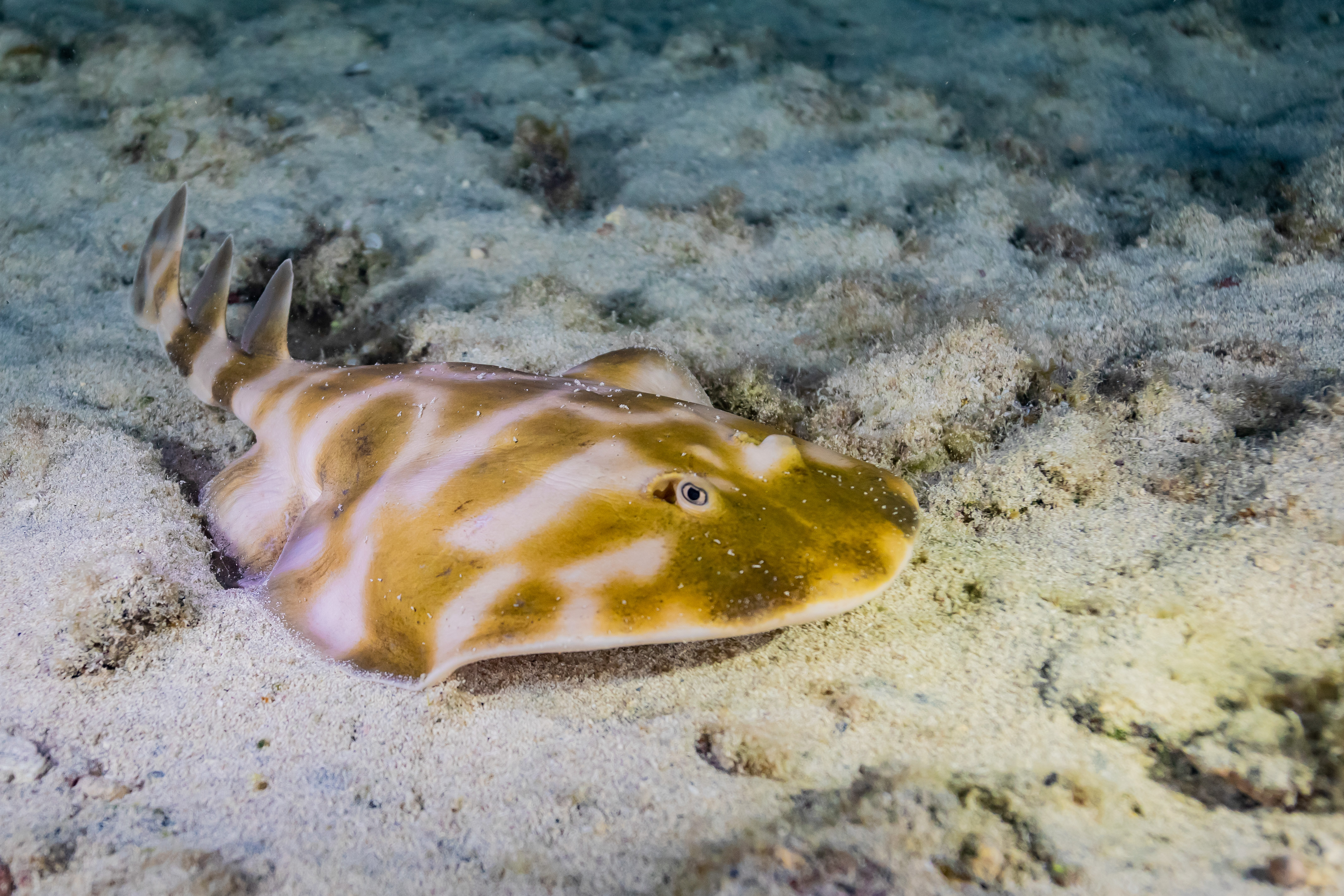
一尾巴西雙鰭電鰩在阿布羅略斯海洋國家公園